# Лансинг, Роберт
Роберт Лансинг (англ. Robert Lansing, 17 октября 1864, Уотертаун, штат Нью-Йорк — 30 октября 1928, Нью-Йорк) — американский юрист и государственный деятель, занимавший пост Государственного секретаря США в 1915—1920 годах, в администрации президента Вудро Вильсона.

## Биография
В 1886 году окончил Амхерстский колледж. Занимался юридической практикой в Уотертауне. В 1890 году женился на Элеанор Фостер. В качестве специалиста по международному праву участвовал в нескольких международных арбитражах между США и Британской империей по вопросу о китобойстве в Беринговом море, о границах Аляски, и о рыболовстве в северной Атлантике, проходивших с посредничеством России.
В 1915—1920 годах занимал пост государственного секретаря США. В 1917 году заключил сделку о покупке Датской Вест-Индии. В ноябре 1917 года подписал соглашение Лансинга — Исии, по которому США признали «наличие особых интересов Японии в Китае». В обмен на это Япония признала американскую политику «открытых дверей».
Считая, что победа Германии в Первой мировой войне 1914—1918 годов угрожала бы интересам США, выступал за доброжелательный нейтралитет по отношению к Антанте, а затем и за непосредственное участие США в войне против Германии.
В 1919 году возглавлял американскую делегацию на Парижской мирной конференции.